# إبراهيم ماضي
إبراهيم ماضي هو ممثل صوت لبناني.

## فيلموغرافيا

### رسوم متحركة
- بن 10: إليين فورس[4]
- بن 10: أومنيفرس[5]
- وقت المغامرة[6]
- تشاودر
- مغامرات فلاب جاك
- كامب لازلو
- سيم بايونك تايتن
- حياة جونيبر لي
- صديقي المفضل هو قرد
- عائلة ساترديز
- مغامرات بيلي وماندي
- شباب العدالة (سلسلة تلفزية)
- المتحولون الابطال
- أولاد الجيران
- مدينة الكسالى - ستينجى، المارد الكسول، الشيف بابلو فانتاستيكو
- بابي إن ماي بوكيت: آدفينشيرز إن بوكيتفيل

### ألعاب فيديو
- توم كلانسيز ذا ديفيجن

## وصلات خارجية
- إبراهيم ماضي  على فيسبوك.